# Alype le Stylite
Saint Alype, dit le Stylite ou le Cionite, né vers l'an 515 et mort vers l'an 614, est un diacre et stylite originaire d'Hadrianopolis (Paphlagonie). Il est fêté le 26 novembre.

## Biographie
Orphelin dès l'âge de 3 ans, Alype est élevé et éduqué par l'évêque Théodore d'Andrinople qui le nomme ensuite économe avant de l'ordonner diacre.
À l'âge de 30 ans environ, il s'enfuit pour devenir moine et passe deux ans enfermé dans une cellule monacale. Il se rend ensuite dans le désert situé à l'extérieur de la ville où il trouve les ruines d'un ancien mausolée. Il y aménage une ancienne colonne et s'y installe, demeurant perpétuellement debout. De sa colonne, il instruit le peuple, prêche, écrit des lettres, réconcilie les ennemis... Selon les pèlerins qui le visitent, Alype posséderait le don de prédire l'avenir et le pouvoir de guérison. 
Il fonde ensuite trois communautés ; l'une est composée de moines reclus vivant au pied de sa colonne et chantant l'office divin avec lui ; l'autre, de moines enfermés dans un cloître à quelque distance de là ; et la dernière est composée de religieuses.
Après plus d'une cinquantaine d'années à rester debout, il souffre de paralysie dans les jambes. Il se couche alors sur le côté et reste allongé jusqu'à sa mort, en 614, à l'âge de 99 ans, sous le règne d'Héraclius de Byzance.
Il apparaît sous le nom de Stylien dans le Martyrologe romain. Fêté le 26 novembre, il est principalement invoqué par les femmes stériles.